# Großer Brombeer-Prachtkäfer
| Abb. 1: Aufsicht Abb. 2: Frontalansicht | Abb. 3: Seitenansicht Abb. 4: Halsschild Hinterwinkel |

Der  Große Brombeer-Prachtkäfer  (auch Vielbindiger Filzfußprachtkäfer, Coraebus rubi)  ist ein Käfer aus der  Familie der Prachtkäfer und der Unterfamilie der Agrilinae.
Die   Gattung Coraebus, zeitweise auch Coroebus,  ist nach einem Sieger in den olympischen Spielen mit Namen Κόροιβος  Kóroibos benannt. Der Artname rubi (lat.) drückt aus, dass sich die Art auf der  Pflanzengattung Rubus, (Brombeeren) finden lässt, was auch den deutschen Namen erklärt.

## Merkmale des Käfers
Der walzenförmige Körper erreicht eine Länge von 7,5 Millimeter bis zehn Millimeter. Er ist schwarz, der Vorderkörper häufig bronzen, die Flügeldecken metallisch bläulich getönt.
Der Kopf ist von oben betrachtet viel breiter als lang. Die Mundwerkzeuge mit den kräftigen Oberkiefern zeigen nach unten. Der viergliedrige Kiefertaster endet mit einem eiförmigen Endglied, das Endglied des dreigliedrigen Lippentasters ist groß und keulenförmig. Die großen Augen liegen auf der Kopfseite. Ihr Hinterrand verläuft parallel und in kleinem Abstand zum Seitenrand des Halsschildes.  Die kurzen elfgliedrigen Fühler sind ab dem vierten Glied gesägt. Sie sind voneinander entfernt vor den Augen in deutlichen Fühlerhöhlen eingelenkt. Die mittleren Fühlerglieder sind breiter als lang.
Der  Halsschild ist viel breiter als lang. Sein Hinterrand ist vor dem Schildchen nach außen gekrümmt, rechts und links davon nach innen. Der Halsschild ist einfach (nicht doppelt) gerandet. Seitlich vor der Basis ist er flach und runzelig. In den Außenecken der Basis ist ein kurzer, deutlicher nach oben gekrümmter Kiel ausgebildet (Abb. 4).  Die Vorderbrust ist auf der Körperunterseite hinter dem Kopf nicht nach vorn erweitert (ohne Kinnbinde).
Die  Flügeldecken  sind lang, hinter der Mitte etwas erweitert, danach gleichmäßig zugespitzt. Sie sind dicht und gleichmäßig schuppenartig punktiert und ohne Punktstreifen. Die Behaarung bildet fünf wellige weißliche Querbinden, von denen die beiden ersten häufig zu einer Binde verschmelzen und die häufig sehr schwach ausgebildet sind. Das herzförmige Schildchen ist ungekielt (Abb. 1), gerunzelt und matt.
Die  Beine sind zierlich und lassen sich gut an den Körper anlegen. Die fünfgliedrigen Tarsen sind kurz, das erste Tarsenglied nicht ausgesprochen lang. Alle Tarsenglieder außer dem Krallenglied sind gelappt.

## Biologie
Die Käfer sitzen gern in der prallen Sonne offen auf Brombeerblättern. Sie sind wenig aktiv. Wenn sie gestört werden, ziehen sie die Beine an und lassen sich auf den Boden rollen. Von einer Sammelreise in Spanien wird berichtet „vormittags sehr flüchtig, nach 17 Uhr an den Blättern fressend, leicht zu fangen“.
Die Larven entwickeln sich in den Wurzeln von Brombeersträuchern. Die Verpuppung erfolgt nahe dem Wurzelhals. Da die Art auch an Rosen vorkommt, wird sie verschiedentlich als Rosenschädling genannt.

## Verbreitung
Die Art ist als typische paläarktische Art weit verbreitet, von der Iberischen Halbinsel bis nach Syrien und in den nördlichen Teil von Indien. In Europa kommt sie im Süden vor, wo sich das Verbreitungsareal bis nach Nordafrika erstreckt. Außerdem ist sie in Mittel- und Osteuropa zu finden. Sie fehlt im Norden (Großbritannien, Belgien, Niederlande, Skandinavien, Baltikum).
In Deutschland findet man den Käfer in den südlichen Bundesländern. Ob die Art in Sachsen-Anhalt eingebürgert ist, müssen weitere Funde zeigen. In Südtirol kommt die Art zerstreut und selten vor.